# Allen Ellender
Allen Ellender (Montegut, 1890. szeptember 24. – Bethesda, 1972. július 27.) az Amerikai Egyesült Államok szenátora Louisiana államban 1937-től haláláig.